# ボルタラ市
ボルタラ市（博楽市、はくらくし、モンゴル語:ᠪᠣᠷᠣᠲᠠᠯ᠎ᠠ
ᠬᠣᠲᠠ　転写：Borotal-a qota）は、中華人民共和国新疆ウイグル自治区ボルタラ・モンゴル自治州に位置する県級市。同州の行政中心地。温帯干旱気候に属し、平均気温5.6℃、年間平均降水量181mm。北でカザフスタンに隣接する。

## 行政区画
5街道、4鎮、1郷を管轄：
- 街道弁事処：チンデル街道（青得里街道）、ゴリムト・ジュール・ゴドムジ（顧力木図街道）、南城区街道、チンダラ街道（青達拉街道）、克爾根卓街道
- 鎮：小営盤鎮、ダルトゥ鎮（達勒特鎮）、ウトゥブラク鎮（烏図布拉格鎮）、チンデル鎮（青得里鎮）
- 郷：ビリン・ハルムドゥン郷（貝林哈日莫墩郷）
- 八十一団、八十四団、八十六団、八十九団、九十団
- 阿熱勒托海牧場、五台工業園区